# Leonora Jackson McKim
Leonora Jackson McKim (Boston, 20 febbraio 1879 – 7 gennaio 1969) è stata una violinista statunitense; è stata una delle prime donne americane a raggiungere il successo internazionale come violinista concertista Possedette un violino Stradivari del 1714 chiamato Stradivari Leonora Jackson dal suo nome, ora di proprietà della William Sloan Collection.

## Biografia
Leonora Jackson studiò violino fin dall'infanzia, con Carl Becker e S. E. Jacobsohn e in Europa, con Charles Dancla al Conservatorio di Parigi e Carl Markees a Berlino.
La First Lady Frances Folsom Cleveland fu una delle sue prime sostenitrici, consentendole di studiare a Chicago, Parigi e Berlino. Fu decorata dalla Regina Vittoria e si esibì in tutta Europa e negli Stati Uniti con importanti orchestre tra cui la London Philharmonic e la Boston Symphony. Si ritirò dalle scene dopo il matrimonio nel 1915 con il Dr. William Duncan McKim (1855-1935). I McKim erano appassionati sostenitori delle arti, tenevano programmi musicali nella loro casa e collezionavano un gran numero di opere d'arte, molte delle quali furono donate alla Smithsonian Institution ed alla Maryland Historical Society dopo la morte del Dr. McKim.

## Il violino Stradivari "Leonora Jackson", 1714
Il primo proprietario noto dello Stradivari "Leonora Jackson" fu il violinista italiano Giuseppe Venturini (morto nel 1719), che si pensa lo abbia portato ad Hannover. Qui entrò successivamente nella collezione di Carlo II, Granduca di Meclemburgo-Strelitz (1741-1816).
Verso il 1820 era di proprietà di un funzionario del governo tedesco di nome Hausmann. Arrivò a Joseph Joachim intorno al 1880, probabilmente attraverso il suo amico, il rivenditore August Riechers. Nel 1904 Joachim lo vendette attraverso Lyon & Healy al collezionista N.D. Hawkins di Cambridge Springs, in Pennsylvania.